# Champguyon
Champguyon är en kommun i departementet Marne i regionen Grand Est (tidigare regionen Champagne-Ardenne) i nordöstra Frankrike. Kommunen ligger i kantonen Esternay som tillhör arrondissementet Épernay. År 2022 hade Champguyon 296 invånare.

## Befolkningsutveckling
Antalet invånare i kommunen Champguyon
| Referens: INSEE |